# Vampyrellida
Vampyrellida es un pequeño grupo de protistas con seudópodos filosos (filopodios) que carecen de caparazones. Viven en agua dulce, suelo o en ambientes marinos. Son organismos exclusivamente heterótrofos, fagotróficos con un ciclo de vida que alterna trofozoitos ameboides y quistes, en los que suele tener lugar la división celular. No se ha observado la reproducción sexual. En algunas formas las células se puede fundir formando plasmodios, alcanzando tamaños considerables. El citoplasma suele diferenciarse en una parte finamente granular, a veces altamente vacuolada, y en un hialoplasma como menos estructuras. Este hialoplasma constituye los seudópodos y a menudo que rodea el cuerpo de la célula principal. 
El género Vampyrella es típico del grupo. Cuando la célula flota libremente es esférica y de un tamaño de alrededor de 30 μm, con largos filopodios radialmente dirigidos, así como otros seudópodos más cortos distintivos, de modo que se asemejan a los heliozoos. Para moverse, la célula se estira y toma la forma ameboide típica, con una distinción obvia entre la periferia clara con los seudópodos y el interior verdoso. De esta forma se acercan a las células de algas y se alimentan de su interior. Algunas otras especies son parásitas de hongos, por lo que podrían utilizarse para controlar los hongos parásitos del trigo y de otros cultivos.
Vampyrellida presenta mitocondrias características con crestas tubulares y se clasifican en Cercozoa. Incluyen, junto con Nucleariida (clasificadas en otro supergrupo, Opisthokonta), a la mayoría de las amebas filosas desnudas.